# Parafia Matki Bożej Nieustającej Pomocy w Szydłowie
Parafia pw. Matki Bożej Nieustającej Pomocy w Szydłowie – rzymskokatolicka parafia należąca do dekanatu Wałcz, diecezji koszalińsko-kołobrzeskiej, metropolii szczecińsko-kamieńskiej. Została utworzona w 1923 roku. 

## Miejsca kultu
- Kościół pw. Matki Bożej Nieustającej Pomocy w Szydłowie – kościół parafialny, neogotycki, zbudowany w 1890, poświęcony 1890
- Kościół pw. Zwiastowania Najświętszej Maryi Panny w Dolaszewie – kościół filialny
- Kościół pw. św. Wojciecha w Kotuniu – kościół filialny
- Kościół św. Michała Archanioła w Pokrzywnicy – kościół filialny